# Gewa’ot
Gewa’ot (hebr. גבעות) – wieś i osiedle żydowskie położone w Samorządzie Regionu Gusz Ecjon, w Dystrykcie Judei i Samarii, w Izraelu.

## Położenie
Osiedle jest położone w bloku Gusz Ecjon w Górach Judzkich, pośrodku drogi z Jerozolimy do Hebronu, w Judei w otoczeniu terytoriów Autonomii Palestyńskiej.

## Historia
W 1984 w miejscu tym powstał wojskowy punkt obserwacyjny, w którym w 1997 osiedlili się cywilni żydowscy osadnicy.